# Kerk van Antonius Abt (Sint Anthonis)
De R.K. Kerk van H. Antonius Abt is het oudste gebouw van Sint Anthonis. Beschermheilige van Sint Anthonis (zowel van het dorp, de gemeente, de parochie, de kerk als het schuttersgilde) is de H. Antonius Abt. Van deze beschermheilige is binnen in de kerk een beeld te bewonderen. Naast de ingang aan de voorzijde van de kerk staat een groot bronzen Heilig Hartbeeld.
De kerk is gelegen aan het dorpsplein, de Brink. De kerk werd gebouwd korte tijd nadat Sint Anthonis in 1477 een zelfstandige parochie werd. Het gebouw is opgetrokken uit bakstenen. De oudste delen van de kerk zijn de toren en de daaraan aansluitende vier traveeën van het eenbeukige schip. Opvallend zijn de smalle steunberen aan de buitenkant van de kerk; de eigenlijke steunberen bevinden zich in de kerk en zijn veel zwaarder uitgevoerd.

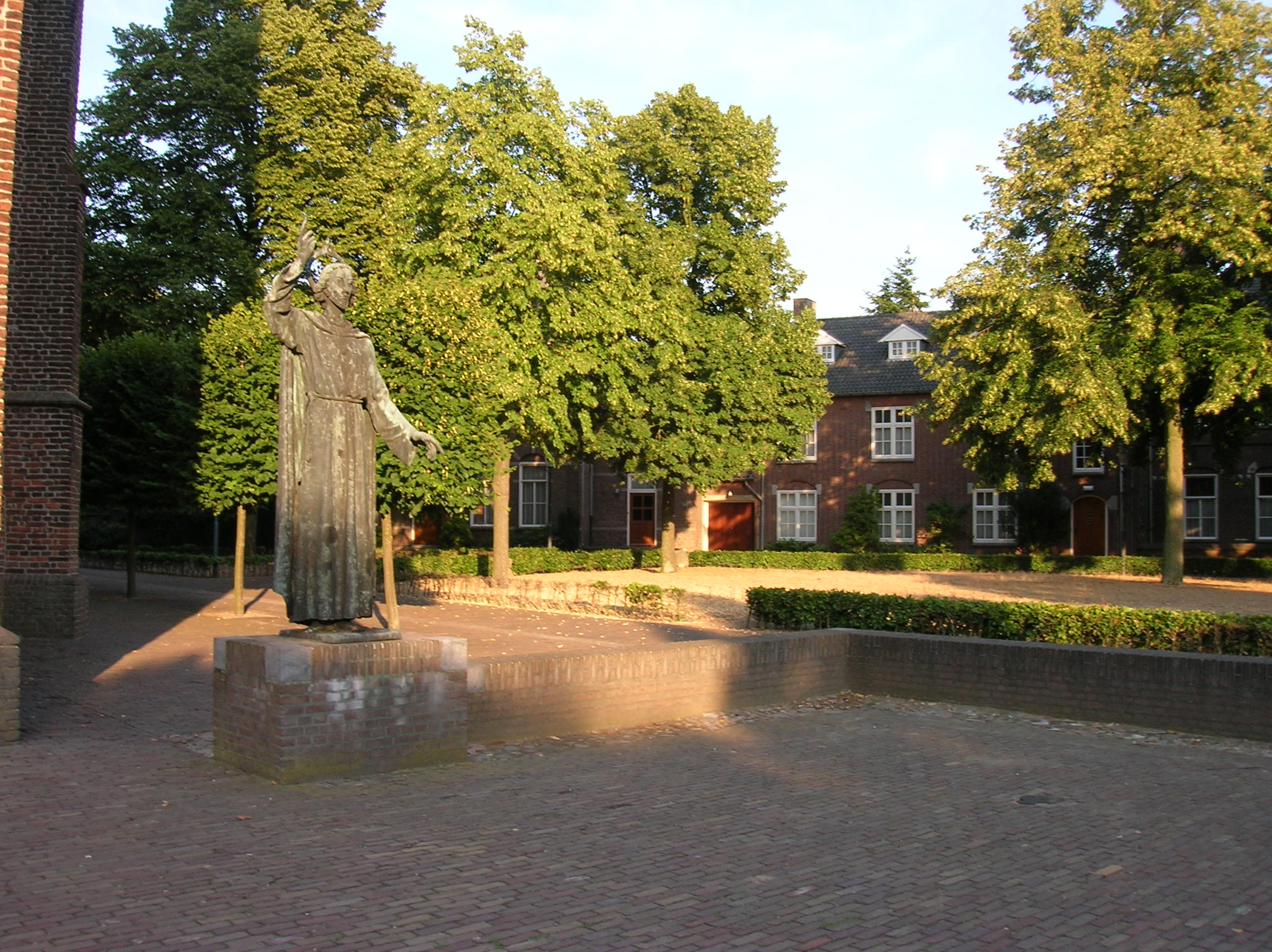
Heilig Hartbeeld bij de kerk

Het oorspronkelijke lagere en smallere koor met zijkapel werd in 1885-1886 vervangen door een langer neogotisch koor naar ontwerp van architect C. van Dijk. Dit koor werd in 1930-1931 weer vervangen door een nieuw koor met dwarsschip, ditmaal ontworpen door architect H.C. van de Leur, die hierbij de expressionistische stijl van zijn leermeester Dom Bellot hanteerde.
In de kerk is een eiken preekgestoelte met trap en klankbord uit de eerste helft van de 18e eeuw te zien. Verder staat er een tweeklaviersorgel van Vollebregt en Zoon uit 1855.
Van 1927 tot 1956 was de priester-dichter Antoon van Delft pastoor van de parochie. Hij liet behalve het al genoemde koor met dwarsschip van H.C. van de Leur ook nieuwe gebrandschilderde ramen vervaardigen door de Maastrichtenaar Henri Jonas en een kruisweg door de priester-kunstenaar Egbert Dekkers.